# 러브 호텔

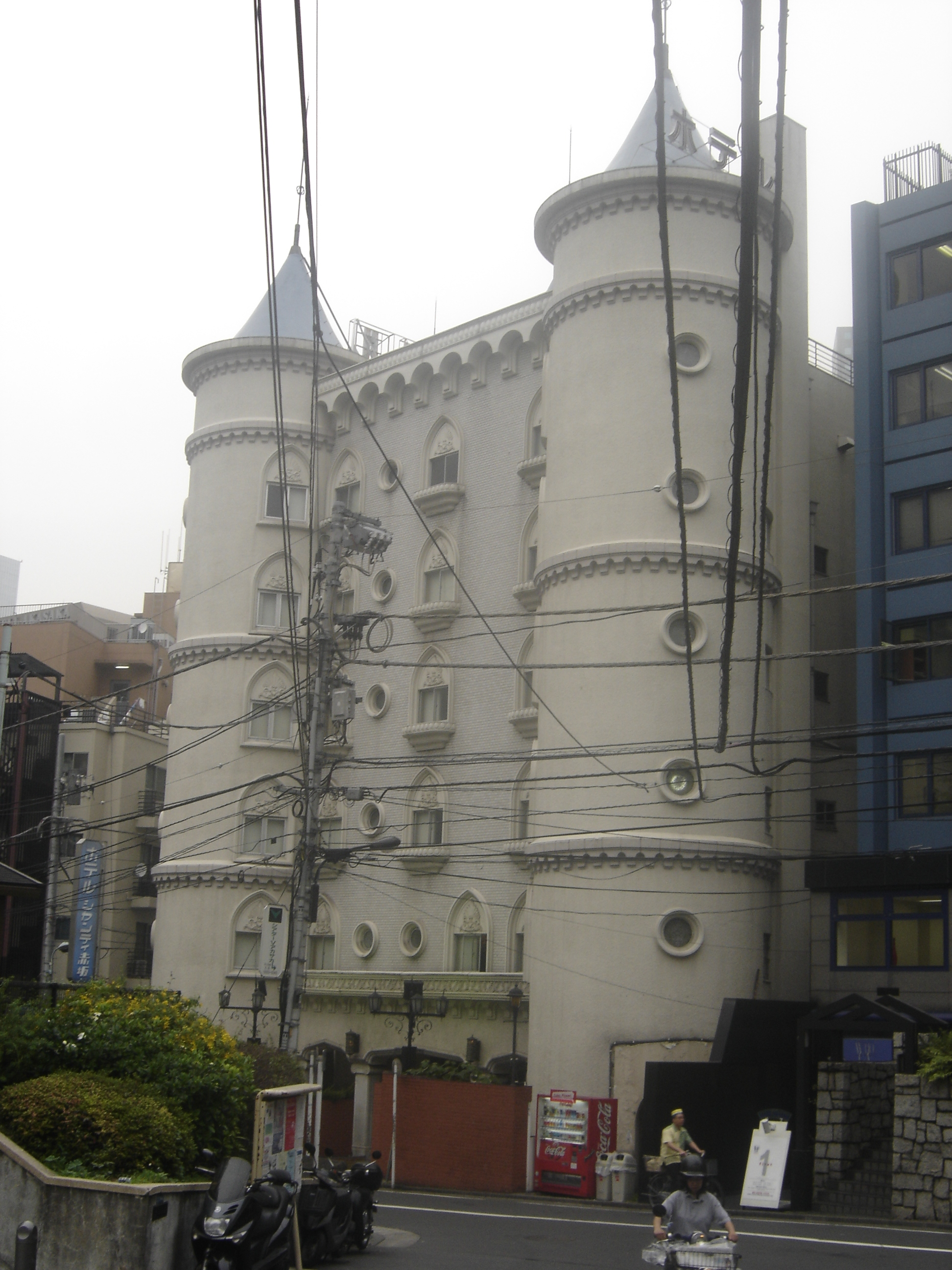
도쿄의 러브 호텔

러브 호텔(영어: Love hotel, 일본어: ラブホテル 라브호테루[*])은 일본에서 커플들이 성교를 가지기 위한 목적으로 만들어진 호텔이다. 대한민국, 타이완, 싱가포르, 홍콩 등의 동아시아 국가에도 존재하며, 남아메리카에도 다수 있다. 러브 호텔은 단순히 성관계를 가지는 공간이었지만, 최근 들어서 다양한 놀거리를 제공하는 레저복합공간으로 변하는 추세이다. 킹사이즈 침대, 러브 체어, 가라오케, 게임기 등이 설치되어 있으며, 기포방울이 나오는 자쿠지가 있는 욕실이 있는 곳도 있으며, 어떤 곳에서는 용품도 팔며, 코스프레 복장을 빌려주기도 한다. 주로 4,000엔에서 5,000엔 정도 한다. 러브 호텔에 들어가려면 건물 밖이나 주차장입구에서 만실, 공실 간판에 불이 켜져 있는지 확인 후, 빈방이 있으면 안으로 들어가면 된다.

## 논란
한 때 대한민국의 경기도 고양시에서도 러브 호텔이 성업하게 되었던 것으로 보아, 주민들이 일제히 반발을 산 것으로 드러나고 있어, 러브 호텔에 대한 불신이 큰 것으로 보인다. 유사 퇴폐 업소로 변질되는 러브 호텔을 근절시키겠다는 취지를 내비친 적도 있었다.